# Jan Zahradil

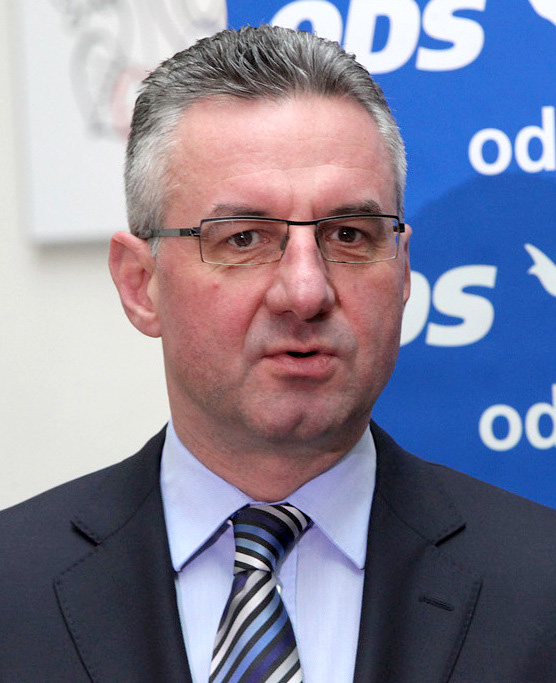
Jan Zahradil (2014)

Jan Zahradil (* 30. März 1963 in Prag) ist ein tschechischer Politiker der konservativen Partei ODS. Er ist seit 2004 Mitglied des Europäischen Parlaments und war von 2011 bis 2014 Vorsitzender der Fraktion der Europäischen Konservativen und Reformisten (EKR). Von 2009 bis 2020 war er außerdem Präsident der dazugehörigen Europapartei Allianz der Europäischen Konservativen und Reformisten (AECR). Zuvor war er unter anderem von 1998 bis 2004 Mitglied des tschechischen Abgeordnetenhauses sowie von 2001 bis 2004 stellvertretender Vorsitzender der ODS.

## Leben und politische Laufbahn
Zahradil studierte an der Universität für Chemie und Technologie in Prag, wo er 1987 seinen Abschluss machte und bis 1992 als wissenschaftlicher Mitarbeiter tätig war. Er war an der samtenen Revolution beteiligt und von 1990 bis 1992 Mitglied der Bundesversammlung der Tschechoslowakei sowie Berater des Außenministers. Von 1995 bis 1997 war er außenpolitischer Berater des damaligen tschechischen Premierministers Václav Klaus. Von 1998 bis 2004 war er Mitglied des tschechischen Abgeordnetenhauses, wo er zunächst stellvertretender Vorsitzender des Auswärtigen Ausschusses, später des Europaausschusses war. 2002/03 gehörte er dem Europäischen Konvent an, der den EU-Verfassungsvertrag entwarf.
2001 wurde Zahradil zum stellvertretenden Vorsitzenden der ODS gewählt. Nachdem er 2002 vergeblich um das Amt des Parteivorsitzenden kandidiert hatte, erhielt er das neu geschaffene Amt des Ersten Stellvertretenden Vorsitzenden. Dieses Amt hatte er bis 2004 inne.
Nach dem tschechischen EU-Beitritt wurde Zahradil bei der Europawahl 2004 in das Europäische Parlament gewählt, wo er Leiter der ODS-Delegation war. Diese gehörte als Mitglied der Europäischen Demokraten (ED) dort zunächst der EVP-ED-Fraktion an. Nach der Europawahl 2009, bei der Zahradil wiedergewählt wurde, verließen die ED jedoch die gemeinsame Fraktion, um mit verschiedenen weiteren Parteien die neue Fraktion Europäische Konservative und Reformisten (ECR) zu bilden. Die Mitglieder der Fraktion gründeten ferner eine politische Partei auf europäischer Ebene, die Allianz der Europäischen Konservativen und Reformisten (AECR), deren Vorsitzender Zahradil wurde. Zudem war er stellvertretender Fraktionsvorsitzender. Nachdem der vorherige Fraktionsvorsitzende Michał Kamiński auf dieses Amt verzichtet hatte, wurde Zahradil am 8. März 2011 als sein Nachfolger gewählt. Er setzte sich dabei gegen Timothy Kirkhope mit 33 zu 18 Stimmen durch. Nach der Europawahl 2014 gab Zahradil den Fraktionsvorsitz an den Briten Syed Kamall ab.

## EU-Parlament Periode 2009 bis 2014
In der Legislaturperiode 2009–2014 war Zahradil Mitglied im Ausschuss für internationalen Handel und in der Delegation im Gemischten Parlamentarischen Ausschuss EU-Türkei sowie stellvertretendes Mitglied im Entwicklungsausschuss, im Unterausschuss für Menschenrechte, in der Delegation im Parlamentarischen Ausschuss Cariforum-EU und in der Delegation in der Paritätischen Parlamentarischen Versammlung AKP-EU.

## Politische Positionen
Zahradil steht Václav Klaus nahe und ist ein führendes Mitglied des europaskeptischen Flügels innerhalb der ODS. Zudem ist er als „Klimaskeptiker“ bekannt, 2007 setzte er sich für die Verbreitung des Films The Great Global Warming Swindle ein. 2019 relativierte er diese Position jedoch und meinte, er sei kein Klimaskeptiker. Er „bestreite nicht, dass CO2 und andere menschengemachte Treibhausgase den Klimawandel verursachen“.